# Ouarzazate
Ouarzazate (in arabo ورزازات‎?; in berbero: ⵡⴰⵔⵣⴰⵣⴰⵜ, Warzazat) è una cittadina del Marocco, relativamente moderna, espansasi negli anni venti per opera dei francesi, come centro militare ed amministrativo.
È situata nella valle del Dadès, all'incrocio della valle del Draa (nella zona centrale del Marocco), a ridosso del deserto sabbioso del Sahara ed è raggiungibile da Marrakesh attraverso il passo di Tizi n'Tichka.
La città viene citata nel libro La maledizione del diamante fiorentino di Rolf Ackermann.
A circa 10 km dalla città è in fase avanzata di realizzazione la centrale solare termodinamica di Ouarzazate.

## Cinema
Nelle immediate vicinanze della suggestiva cittadina si trovano gli Atlas Corporation Studios, dove vennero (e vengono tuttora) girati svariati film ambientati nel deserto, tra i quali celebri produzioni epiche hollywoodiane del passato come Lawrence d'Arabia e Il tè nel deserto oppure Kundun di Martin Scorsese.
Nel 1975 Ouarzazate fu la sede delle riprese del film L'uomo che volle farsi re con Sean Connery e Michael Caine e nel 1997 fu sede delle riprese delle fiction Salomone e Davide.
Verso la periferia di Ouarzazate, in direzione di Tinerhir, si trova un interessante complesso: la qasba di Taourirt, abitata sino a poco dopo gli anni trenta, oggi un interessante complesso turistico visitabile. Alle spalle del monumentale edificio si apre un piccolo villaggio tuttora abitato, interno alla casbah.
Nel 1987 è stato girato il quindicesimo film di James Bond 007- Zona pericolo in cui le scene climax del film sono ambientate in Afghanistan.
Nel 1989 il regista Francesco Nuti ambienta le scene finali del film Willy Signori e vengo da lontano nel piazzale antistante la Casba di Taourirt.
Nel 2000 il regista Ridley Scott vi ha girato la sequenza nel deserto de Il gladiatore.
La Casbah è stata utilizzata, nel 2006, per la terza edizione del reality show italiano La fattoria. Nel 2006 è stato girato il film Le colline hanno gli occhi e nel 2007 il sequel Le colline hanno gli occhi 2.

## Galleria d'immagini

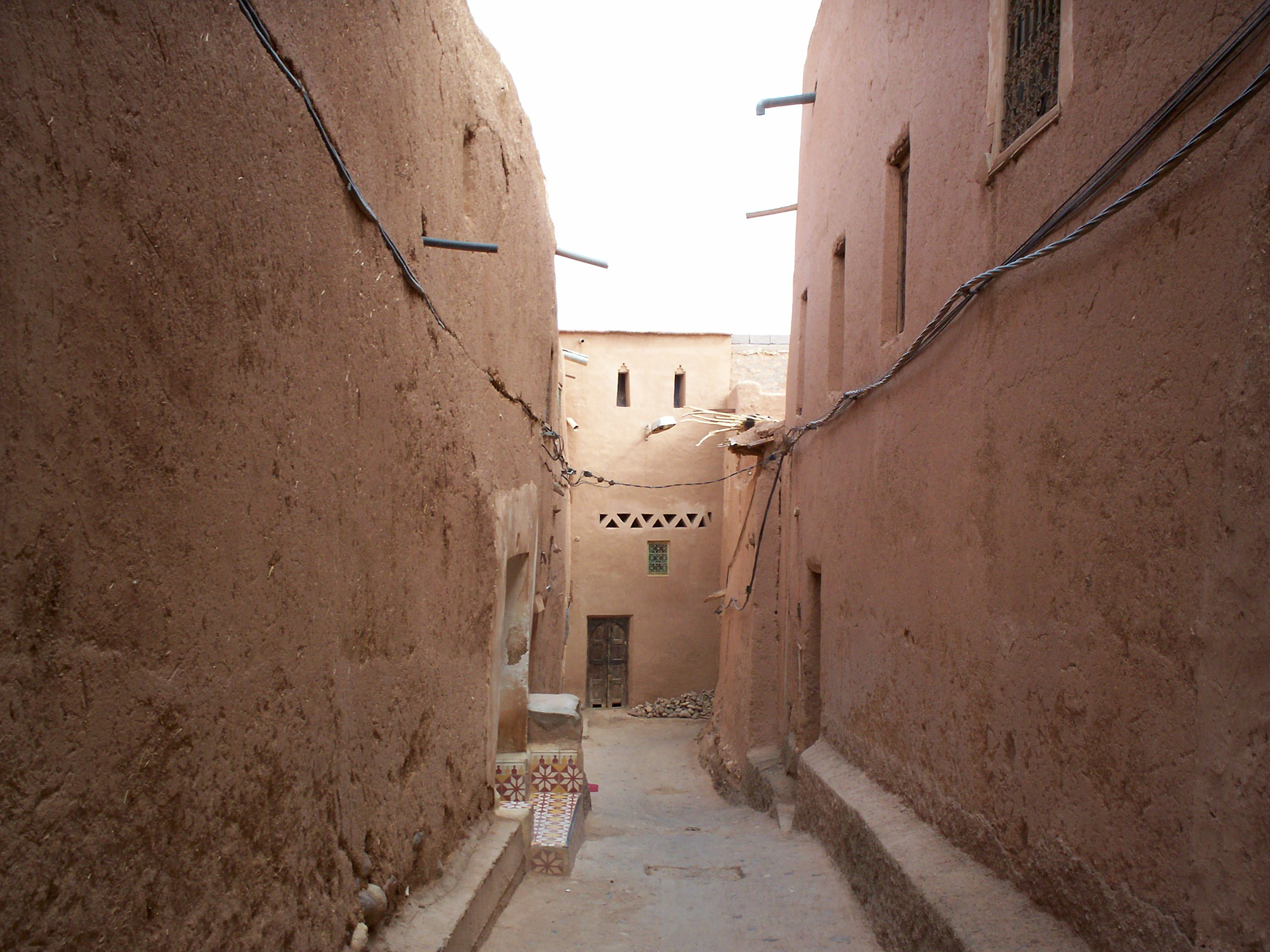
Una strada della medina (città vecchia) di Ouarzazate